# Anderson Silva
Anderson da Silva (sinh ngày 14 tháng 4 năm 1975) là một võ sĩ MMA người Brazil và cựu vô địch UFC Middleweight. Silva đã giữ được danh hiệu này lâu nhất trong lịch sử UFC, kết thúc vào năm 2013 sau 2.457 ngày, với 16 trận thắng liên tiếp và 10 trận bảo vệ chức vô địch. Anh ta được 13 lần tiền thưởng sau các trận đấu, nhiều hạng nhì trong lịch sử UFC . Chủ tịch UFC Dana White và một số ấn phẩm võ thuật khác đã gọi Silva là võ sĩ MMA tài giỏi nhất của mọi thời đại . Anh hiện đang đứng thứ 6 trong bảng xếp hạng chính thức UFC middleweight .